# STS-70
STS-70 — космический полёт МТКК «Дискавери» по программе «Спейс Шаттл».

## Экипаж
- Хенрикс, Теренс Томас (3), Командир
- Крегель, Кевин Ричард (1), Пилот
- Кэрри, Нэнси Джейн (2), Специалист по программе полёта
- Томас, Доналд Алан (2), Специалист по программе полёта
- Уэбер, Мэри Эллен (1), Специалист по программе полёта

## Параметры полёта
- Вес:
  - Вес при старте: ? кг
  - Вес при приземлении: ? кг
  - Полезная нагрузка: ? кг
- Перигей: 257 км
- Апогей: 257 км
- Наклонение: 28,5°
- Период обращения: 90,5 мин

### Цель полёта
- Стыковка:
- Расстыковка:
- Продолжительность стыковки: